# Église Saint-Martin de Buellas
L'église Saint-Martin est une église située en France sur la commune de Buellas, dans le département de l'Ain en région Auvergne-Rhône-Alpes.
Cet édifice fait l’objet d'une inscription au titre des monuments historiques depuis le 9 juillet 1926.

## Description
L'église est située dans le département français de l'Ain, sur la commune de Buellas. L'édifice est inscrit au titre des monuments historiques en 1926.